# لورانس كو
لورانس كو (بالصينية: 柯宇綸) هو ممثل تايواني، ولد في 28 أبريل 1977 بتايبيه في تايوان. من الجوائز التي نالها Asian Film Award for Best Supporting Actor ‏ سنة 2012.

## جوائز
- Asian Film Award for Best Supporting Actor [الإنجليزية]‏ (2012)

## وصلات خارجية
- لورانس كو على موقع IMDb (الإنجليزية)
- لورانس كو على موقع ألو سيني (الفرنسية)
- لورانس كو على موقع أول موفي (الإنجليزية)
- لورانس كو على موقع قاعدة بيانات الفيلم (الإنجليزية)
- لورانس كو على موقع كينوبويسك (الروسية)